# Habitatge al carrer Sant Francesc, 64 (Vic)
L'Habitatge al carrer Sant Francesc, 64 és una obra de Vic (Osona) inclosa a l'Inventari del Patrimoni Arquitectònic de Catalunya.

## Descripció
Edifici civil. Casa entre mitgeres que consta de planta baixa i dos pisos, amb el carener paral·lel a la façana i el voladís poc ampli. A la planta hi ha un gros portal d'arc deprimit i llinda de fusta. Al primer pis, un esvelt balcó amb llosana de pedra i una fornícula que la flanqueja. Al segon pis, de menys alçada, s'obre un balcó i una finestreta. El ràfec és protegit per llosetes de ceràmica vidriada que estan caient. La fornícula està emmarcada per rajol vermell i a la part baixa i alta protegit per ceràmica i emmarcant la figura dels sants.
L'estat de conservació és regular.

## Història
Edifici que correspon als típics habitatges de transformació barroca, data que trobem a la fornícula i que fou renovada a principis de segle, al 1929.
Està situada a l'antic carrer que comunicava la ciutat amb Barcelona a través del raval de Sant Francesc, itinerari que al segle xiii, a instàncies de Jaume I, es traslladà al c/Sant Pere. Al segle xvi a l'extrem del carrer hi havia la clausura del morbo i al segle xvii Joan d'Àustria, per prevenir l'enemic hi feu un baluard defensiu. Al segle xix es construí l'església del Roser i l'any 1863, hi hagué un important aiguat produït per la crescuda del Meder que motivà grans destrosses al carrer. A partir de mitjans de segle xx, a redós del carrer va anar creixent el barri.